# ベニハッサン村
ベニハッサン（英: Beni Hasan）は、エジプトにある村。ミニヤーの南18キロメートル、ナイル川東岸に位置する。
ハトシェプストとトトメス3世によって作られたとされる神殿がある。
また、39基の岩窟墓（墳墓）が発見されており、4基が公開されている。

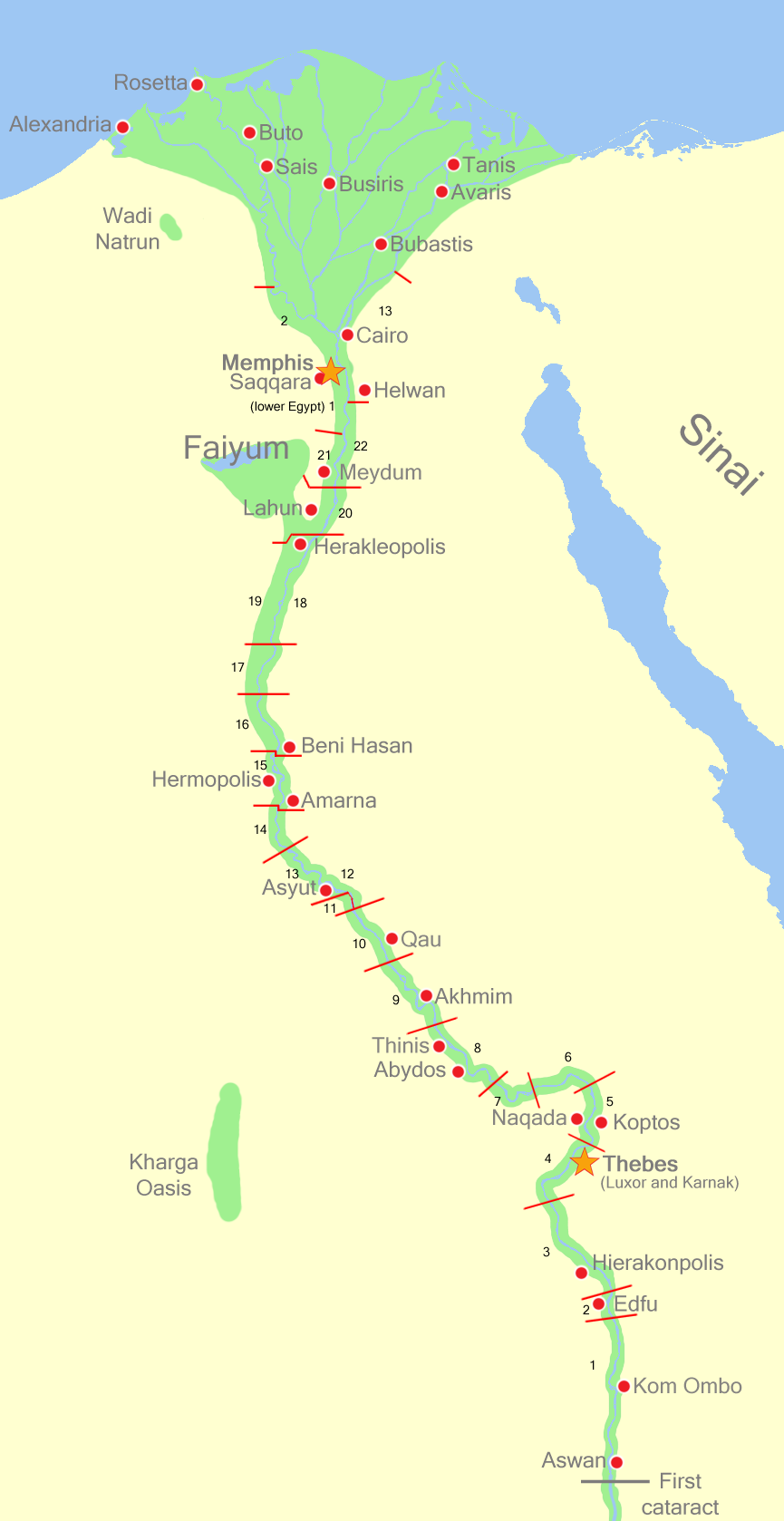
位置は画像の中央付近

## 岩窟墓
- アメンエムハト
- クヌムホテプ2世
- バケト2世
- ケティ

ほか

## 壁画
岩窟墓には、古代エジプト中王国時代のものと思われる壁画があり、当時のスポーツ数種が描かれている。その他、洗濯や奇術を想像させるものなど、日常生活を描写したものもある。